# Johannes Ewerth
Johannes Ewerth, auch Hannes Ewerth (* 16. Dezember 1936; † 8. Februar 2019) war ein deutscher Kapitän zur See der Deutschen Marine und Autor.

## Leben

### Herkunft
Johannes Ewerth ist ein Sohn des späteren Fregattenkapitäns der Kriegsmarine, Klaus Ewerth (* 1907). Als Kommandant von U 850 starb sein Vater Ende 1943 beim Untergang des Bootes.

### Militärische Karriere
Ewerth trat 1956 (Crew I/56) in die gerade neu eingerichtete Bundesmarine ein. 1958 wurde er Wachoffizier auf einem Schnellboot und kam im Jahr darauf als Zugführer an die Unteroffizierschule. 1960 wechselte er zur U-Bootwaffe und wurde hier auf unterschiedlichen Booten Wachoffizier (1960 auf U Hai und ab 1962 auf U2). Als Oberleutnant zur See stellte er am 16. März 1964 U 7 in Dienst. Nach einer Batterieexplosion musste das Boot Ende September 1965 außer Dienst gestellt werden. Im gleichen Jahr war er zum Kapitänleutnant befördert worden und wurde Lagezimmeroffizier im Flottenkommando. In dieser Funktion erlebte er Ende 1966 den Untergang von U Hai. 1967/1968 war er als U-Jagdoffizier auf dem Zerstörer Z 2 und kam als Fachleiter U-Bootjagd an die Marinewaffenschule. Nach seiner Beförderung zum Korvettenkapitän war er ab 1970 für knapp ein Jahr S3 bei dem 1. Ubootgeschwaders, welches der Ubootflottille unterstellt war. Nachdem er Fregattenkapitän geworden war, übernahm er vom 21. Januar 1971 bis zum 30. September 1973 als insgesamt fünfter Kommandeur das 1. Ubootgeschwader. 1973 wurde er A3 der Ubootflottille. Von 1977 bis 1980 war er Referatsleiter von FüM I 4 im Bundesministerium der Verteidigung. Als Kapitän zur See war er von Oktober 1980 bis September 1986 Kommandeur der Ubootflottille und anschließend bis 1994 Kommandeur des Marineabschnittskommandos Ostsee in Kiel. Nach fast 40 Dienstjahren schied er aus der Marine aus.

### Weiteres Engagement
Schon vor dem Ende seiner aktiven Dienstzeit hatte er ein Buch zur deutschen U-Flottille geschrieben. 2006 veröffentlichte er gemeinsam mit Peter Neumann ein Buch über die deutsche Marine. Beide Bücher können als marinerelevante Fachbücher angesehen werden und wurden bereits in mehreren Auflagen verlegt.
In der Dokumentation „Verloren in der Nordsee“, welche die Geschichte von U Hai, dem ersten U-Boot der Bundesmarine, erzählt, berichtete auch Ewerth die Geschichte, u. a. wie er zum U-Bootkommandanten werden wollte und welche technische Gegebenheiten zum Untergang von U Hai geführt hatten. In dieser Dokumentation wurde ebenfalls sein Vater, Klaus Ewerth, und der Untergang von U 850 erwähnt.
Johannes Ewerth war als Experte für die U-Bootwaffe gefragt. 2001 äußerte er sich zum Verlust eines japanischen Fischerei-Schulschiffes, welches nach der Kollision mit der auftauchenden Greenville unterging. Er schloss menschliches Versagen als Unfallursache aus. Ebenso gab er 2017 ein Interview zum Verlust der San Juan. Ewerth hatte auf diesem Boot an einer Erprobungsfahrt teilgenommen und hatte auch argentinische Seeleute darauf ausgebildet. Er hielt folgende Szenarien für möglich: 1.) Feuer an Bord, 2.) Ausfall der Batterien und 3.) menschliches Versagen. Der Abschlussbericht gab an, dass ein Eindringen von Meerwasser einen Kurzschluss in einer Batterie verursacht und anschließend zu einem Brand geführt hätte.
Im Mai 1960 wurde er und sein vorgesetzter Kommandant, Korvettenkapitän Hans-Otto Rieve, wegen fahrlässiger Seetransportgefährdung und fahrlässiger Körperverletzung angeklagt. Rieve hatte als Kommandant der Löwe in der Nacht zum 9. Oktober 1959 die Segeljacht Korsar gerammt, welche anschließend sank. Die Korsar war mit anderen Jachten zu einer Übung der Bundesmarine ausgelaufen und hatte die Fahrt des Schnellbootes gekreuzt. Die Besatzung der Korsar konnte gerettet werden. Das Gericht sah ein Verschulden der Jacht, welche u. a. keine ausreichenden Positionslichter gesetzt hatte, eine Signalabschottung durch die Segelsetzung aufwies und ohne Grund das Fahrwasser kreuzte.

## Werke (Auswahl)
- Segelsport und seine Bedeutung für die Offizierausbildung. In: Truppenpraxis, Heft 6, 1969, S. 525–529.
- Torpedoübungsschießen mit U-Booten. In: Truppenpraxis, Heft 2, 1972, S. 140–143.
- Die dritte deutsche U-Bootwaffe. In: Marine-Rundschau, Band 81, 1984, S. 348–358.
- Die U-Flottille der deutschen Marine. Koehler, Herford, 1988, mehrere Auflagen
- mit Peter Neumann: Die Deutsche Marine. Mittler, Hamburg, 2006, mehrere Auflagen